# Lynn Merrick
Pour les articles homonymes, voir Merrick.
Lynn Merrick, née le 19 novembre 1921 à Fort Worth, et morte le 25 mars 2007 à West Palm Beach, est une actrice américaine.

## Filmographie partielle
- 1940 : Voyage sans retour ('Til We Meet Again) d'Edmund Goulding
- 1941 : Two Gun Sheriff de George Sherman
- 1941 : Desert Bandit de George Sherman
- 1941 : Kansas Cyclone de George Sherman
- 1941 : The Apache Kid  de George Sherman
- 1941 : Death Valley Outlaws de George Sherman
- 1941 : A Missouri Outlaw de George Sherman
- 1942 : Arizona Terrors de George Sherman
- 1942 : Stagecoach Express de George Sherman
- 1942 : Jesse James, Jr. de George Sherman
- 1942 : The Cyclone Kid de George Sherman
- 1942 : The Sombrero Kid de George Sherman
- 1943 : Dangerous Blondes de Leigh Jason
- 1944 : Crime au pensionnat (Nine Girls) de Leigh Jason
- 1945 : A Guy, a Gal and a Pal de Budd Boetticher
- 1948 : Les Liens du passé (I love Trouble) de S. Sylvan Simon